# Дипалладийтриевропий
Дипалладийтриевропий — бинарное неорганическое соединение, интерметаллид
палладия и европия
с формулой Eu3Pd2,
кристаллы.

## Получение
- Сплавление стехиометрических количеств чистых веществ:

{\displaystyle {\mathsf {2Pd+3Eu\ {\xrightarrow {810^{o}C}}\ Eu_{3}Pd_{2}}}}

## Физические свойства
Дипалладийтриевропий образует кристаллы
тригональной сингонии,
пространственная группа R 3,
параметры ячейки a = 0,9204 нм, c = 1,7384 нм, Z = 9,
структура типа диникельтриэрбия Er3Ni2
.
Соединение конгруэнтно плавится при температуре 810°C.